# Zharick León
Zharick León (ur. 17 listopada 1974 r. w Cartagenie) – kolumbijska aktorka filmowa i telewizyjna.
Widzowie znają ją przede wszystkim z roli Rosario Montes w telenoweli produkcji kolumbijskiej Gorzka zemsta.
8 lipca 2008 roku urodziła syna Luciana, którego ojcem jest aktor Martín Karpan.
Ma 173 cm wzrostu.

## Filmografia
- Dońa Bella (2010) jako Dona Bella
- La Viuda de Blanco (2006) jako Iluminada Urbina
- El baile de la vida (2005) jako Lina Forero
- Dora, la celadora (2004) jako Dora Lara
- Gorzka zemsta (2003) jako Rosario Montes
- No Renuncies Salomé (2003) jako Laura
- A donde va Soledad (2000) jako Soledad Rivas
- Me llaman Lolita (1999) jako Margarita 'Margara'
- Amor en forma (1998) jako Victoria
- Dos mujeres (1997) jako Carolina Urdaneta